# Joyeux Compagnons
Les Joyeux Compagnons est le nom du groupe de hors-la-loi qui suivent Robin des Bois, d'après la tradition populaire anglaise. C'est dans la plus ancienne ballade consacrée à Robin (Robin Hood and the Monk) que l'on trouve pour la première fois cette expression de « joyeux compagnons », qui survit dans un manuscrit achevé vers 1450. Le mot merry (« joyeux ») dans cette ballade et dans d'autres est probablement utilisé dans son sens archaïque qui peut se traduire par « compagnon ou fidèle d'un... hors-la-loi ». Les ballades primitives donnent des noms spécifiques à seulement trois des compagnons de Robin, Petit Jean, Much, le fils du Meunier, et Will Scarlet ou Scathelock, le Will Scarlet des traditions plus récentes. Se joint à eux un groupe de 20 à 140 hors-la-loi qui sont généralement issus du même groupe social des yeomen. 
Le plus important des Joyeux Compagnons est le bras droit de Robin, Petit Jean. Il apparaît dans les premières ballades, et il est même mentionné dans les sources les plus anciennes, telles que l'Orygynale Chronicle (La Chronique Originelle) de Andrew of Wyntoun (vers 1420), et la continuation du Scotichronicon par Walter Bower, terminé vers 1440. Des ballades plus tardives nomment de nouveaux Joyeux Compagnons, dont certains n'apparaissent que dans une ou deux ballades, tandis que d'autres, tel le ménestrel Allan-a-Dale et le jovial Frère Tuck, devinrent pleinement attachés à la légende. De nombreuses ballades de Robin des Bois racontent la manière dont l'un ou l'autre de ces hommes a rejoint la bande des Joyeux Compagnons ; fréquemment, c'est lorsqu'un homme a affronté Robin dans un duel et est parvenu à le vaincre.

## Ceux qui ont un nom
- Petit Jean, lieutenant de Robin. Les histoires les plus récentes le décrivent comme un homme de taille imposante qui rejoint la bande après avoir affronté Robin avec son bâton sur une rivière.
- Much, le fils du Meunier. Homme mûr et bon combattant dans les premières ballades, il est décrit plus tard comme l'un des plus jeunes des compagnons de Robin.
- Will Scarlet, un autre des personnages les plus anciens. Il apparaît dans des ballades telles A Gest of Robyn Hode. Dans Robin Hood and the Newly Revived, c'est un homme doué à l'épée, parfois décrit comme le neveu, le frère ou le cousin de Robin.
- Arthur a Bland, qui n'apparaît que dans une ballade, Robin Hood and the Tanner (Robin des Bois et le Tanneur). Il se bat contre Robin et rejoint la bande.
- David of Doncaster, qui apparaît seulement dans Robin Hood and the Golden Arrow (Robin des Bois et la flèche d'or). Il met en garde Robin quand celui-ci compte se rendre au tournoi des archers organisé par le Shérif de Nottingham, parce que c'est un piège. Dans son roman, The Merry Adventures of Robin Hood, Howard Pyle identifie David de Doncaster avec le lutteur anonyme dans A Gest of Robyn Hode.
- William ou Wilson Stutely apparaît dans deux ballades, Robin Hood and Little John (Robin des Bois et Petit Jean) et Robin Hood Rescuing Will Stutely (Robin des Bois au secours de Will Stutely). Dans la première, Will donne à Petit Jean son nom de hors-la-loi; dans la seconde; Will doit être sauvé car il a été capturé par le Shérif de Nottingham alors qu'il espionnait. Il est, occasionnellement, confondu avec Will Scarlet.
- Frère Tuck, le prêtre de la bande. Tuck semble dérivé d'autres personnages de fiction, dont le stéréotype s'est ensuite greffé aux légendes de Robin des Bois; des personnages similaires apparaissent dans des pièces du XVe et du XVIe siècle, et un hors-la-loi du début du XVe siècle utilisait le pseudonyme de Frère Tuck[4]. Un frère combattant apparaît dans la ballade Robin Hood and the Curtal Friar, mais il ne porte aucun nom. Robin et le frère s'engagent dans un concours de ruses, qui à un moment entraîne le saint homme à transporter le hors-la-loi pour traverser la rivière... seulement pour l'y laisser tomber. À la fin, le frère se joint aux Compagnons. Les histoires plus récentes font le portrait d'un Tuck plus bon-vivant et jovial que belliqueux.
- Allan-a-Dale, un ménestrel errant. Il apparaît dans une ballade moins ancienne, Robin Hood and Allen a Dale, dans laquelle Robin aide Allan à sauver sa bien-aimée qui est contrainte à un mariage forcé avec un autre homme. En dépit d'une apparition assez tardive, Allan-a-Dale est devenu un personnage populaire dans les dernières versions.
- Marianne, la bien-aimée de Robin des Bois. Marianne, elle aussi, est un personnage rapporté dans la matière de Robin des Bois. Il semble qu'elle soit apparue pour la première fois dans le Jeu de Robin et Marion. Cette pièce écrite par le ménestrel français Adam de la Halle, raconte l'histoire de la bergère Marion (en anglais, Marian) et du chevalier Robin qui n'a aucun lien avec Robin des Bois. L'archétype médiéval de Marianne s'est retrouvé associé aux fêtes ancestrales anglaise et écossaise du May Day (le Jour de Mai), et fut finalement rattachée à Robin des Bois[5]. Elle est un personnage central dans la ballade Robin Hood and Maid Marian et puis elle est mentionnée dans Robin Hood and Queen Katherine et aussi dans Robin Hood's Golden Prize; dans la première ballade citée, Marianne se joint aux Compagnons après s'être battue contre Robin dans une situation où ils sont tous les deux déguisés[6]. Dans la littérature de l'époque victorienne, elle a un rôle plus passif, empruntant les traits d'une noble femme désirée par Robin. Mais cette convention disparaît au XXe siècle, où l'on voit une Marianne qui se travestit et sait très bien se défendre. C'est de cette manière qu'elle est représentée dans le film The Story of Robin Hood and His Merrie Men (1952), dans la série Robin of Sherwood, et dans Robin des Bois : Prince des Voleurs (1991). La série pour la jeunesse Maid Marian and her Merry Men va encore plus loin en mettant Marianne à la tête des Joyeux Compagnons. Dans la série Robin Hood (2006), Marianne travaille comme agent double, en rapportant à Robin des informations essentielles glanées dans l'entourage du Shérif.

- Plusieurs adaptations contemporaines ajoutent un membre à la bande, un Maure ou Sarrasin. Cette nouveauté est apparue dans la série télévisée Robin of Sherwood (1984–86), où l'on fait la connaissance de Nasir, un ancien membre des Assassins qui se joint aux Merry Men. Ce personnage a influencé les auteurs du film Robin des Bois: Prince des voleurs (1991), qui inclut le Maure Azeem, interprété par Morgan Freeman. La comédie de Mel Brooks (sortie en 1993) Sacré Robin des Bois met en scène Dave Chapelle dans le rôle d'Achoo, une parodie d'Azeem : Achoo se comporte à la manière (volontairement exagérée) d'un Afro-Américain contemporain, par ses manières et son vocabulaire. Dans la série télévisée The New Adventures of Robin Hood (1997-99), est inventé le personnage de Kemal, joué par Hakim Alston ; et dans la plus récente (2006), intitulée Robin Hood, on voit un personnage plus complexe, puisque Djaq (jouée par Anjali Jay) est une jeune fille qui s'est déguisée en garçon.

## Anecdote
- Dans la dernière adaptation du jeu vidéo Sherlock Holmes : Crimes et châtiments, Sherlock se trouve confronté aux Merry Men. En réalité ce groupe de révolutionnaires a utilisé la légende de Robin des Bois pour s'approprier le nom qu'utilisent ses compagnons. Leur symbole représente le visage de profil de ce qui semble être Robin des Bois. Et comme eux ils combattent l'injustice mais en allant beaucoup plus loin, en s'attaquant directement au royaume d'Angleterre et à la bourse de Londres. Leur particularité est que leurs membres viennent des quatre coins de l'Empire britannique. À la fin, le joueur sera confronté à un choix moral en décidant de laisser ou non, les Merry Men agir.